# Täuferweg

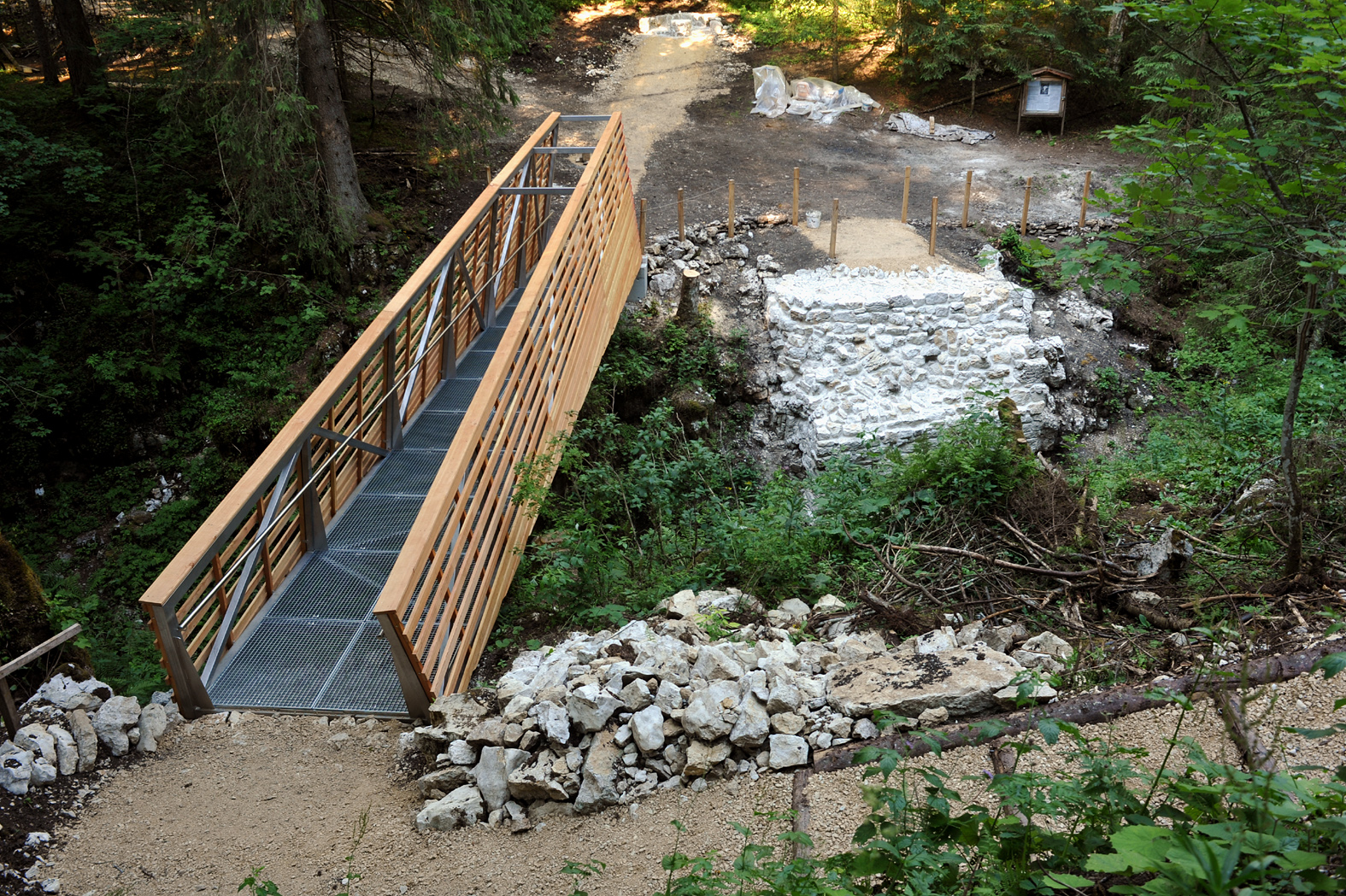
Täuferbrücke – Station am Täuferweg

Der Täuferweg (französisch: Chemin des Anabaptistes) ist eine an die Geschichte der Schweizer Täufer erinnernde Wanderroute im Verwaltungskreis Berner Jura des schweizerischen Kantons Bern. Die Strecke wurde am 17. Juni 2010 offiziell eröffnet. Sie umfasst zirka 33 Kilometer und gehört zu den sogenannten Kulturwegen der Schweiz (Itinéraires Culturels en Suisse), einem Projekt der Fachorganisation ViaStoria, das es sich zur Aufgabe gemacht hat, historische Routen touristisch zu erschliessen.

## Hintergrund
Bereits im Frühjahr 1525, also kurz nach Gründung der ersten Täufergemeinde in Zürich, tauchten täuferische Sendboten im Kanton Bern auf. 1528 setzte nach der Durchsetzung der Reformation eine heftige Verfolgung der polemisch als „Wiedertäufer“ bezeichneten Bewegung ein. Zahlreiche Täufer wurden zum Tode verurteilt oder als Galeerensklaven verkauft. Nur wenige Taufgesinnte konnten sich durch Flucht ins Berner Oberland oder ins Emmental dem Zugriff der staatlichen und kirchlichen Behörden entziehen und dort als „heimliche Kirche“ ihren Glaubensüberzeugungen gemäss leben. 
Viele Taufgesinnte emigrierten nach dem Dreissigjährigen Krieg in die entvölkerten Gebiete des Elsass und der Pfalz, wo sie zunächst als Helfer beim Wiederaufbau der durch den Krieg verödeten Landstriche willkommen waren. Nur wenige Jahrzehnte später wendete sich das Blatt. König Ludwig XIV. verwies 1712 die Elsässer Täufer des Landes. Sie kehrten in die Schweiz zurück – nicht aber in das Berner Oberland, sondern in das Gebiet des Hochstifts Basel, zu dem damals auch der Berner Jura und damit das vom Täuferweg durchquerte Gebiet gehörte. Hier wurde den Täufern gestattet, in Gebieten über 1.000 Höhenmetern zu siedeln.
Neben den noch bestehenden Täufergemeinden (heute: Mennonitengemeinden) in dieser Region erinnern eine Reihe von Denkmälern und Sehenswürdigkeiten an die Geschichte einer verfolgten Minderheit. Dazu gehören unter anderem die Täuferbrücke (Pont des Anabaptistes) südlich von Corgémont sowie die landschaftsprägenden Trockenmauern und Wytweiden, die von den Täufern angelegt und bewirtschaftet wurden. Auch ein täuferisches Archiv mit zum Teil noch unveröffentlichten Materialien findet sich am Täuferweg.

## Route und Etappen desTäuferweges

Verlauf des Täuferwegs

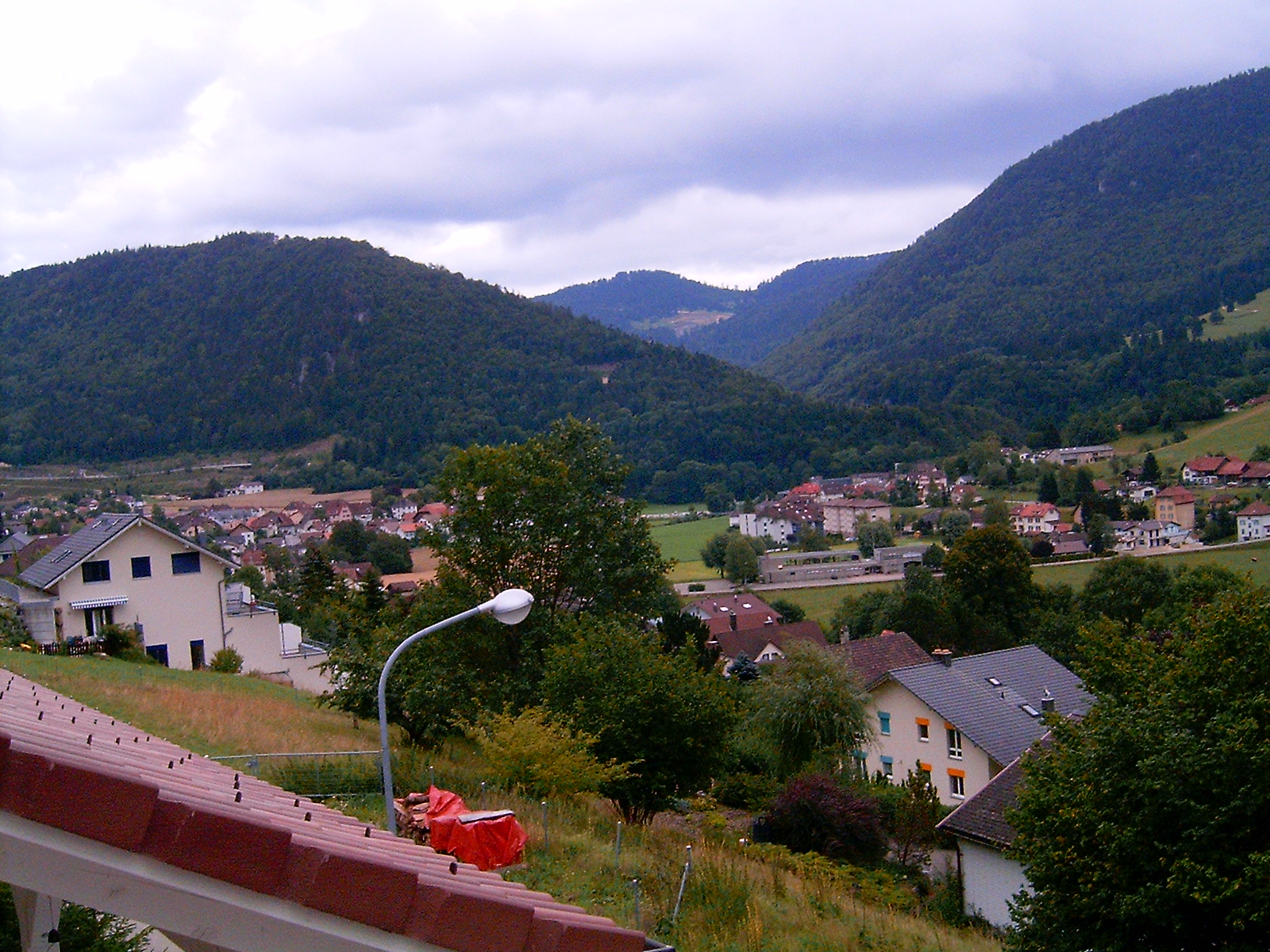
Sonceboz-Sombeval – Ausgangspunkt des Täuferweges

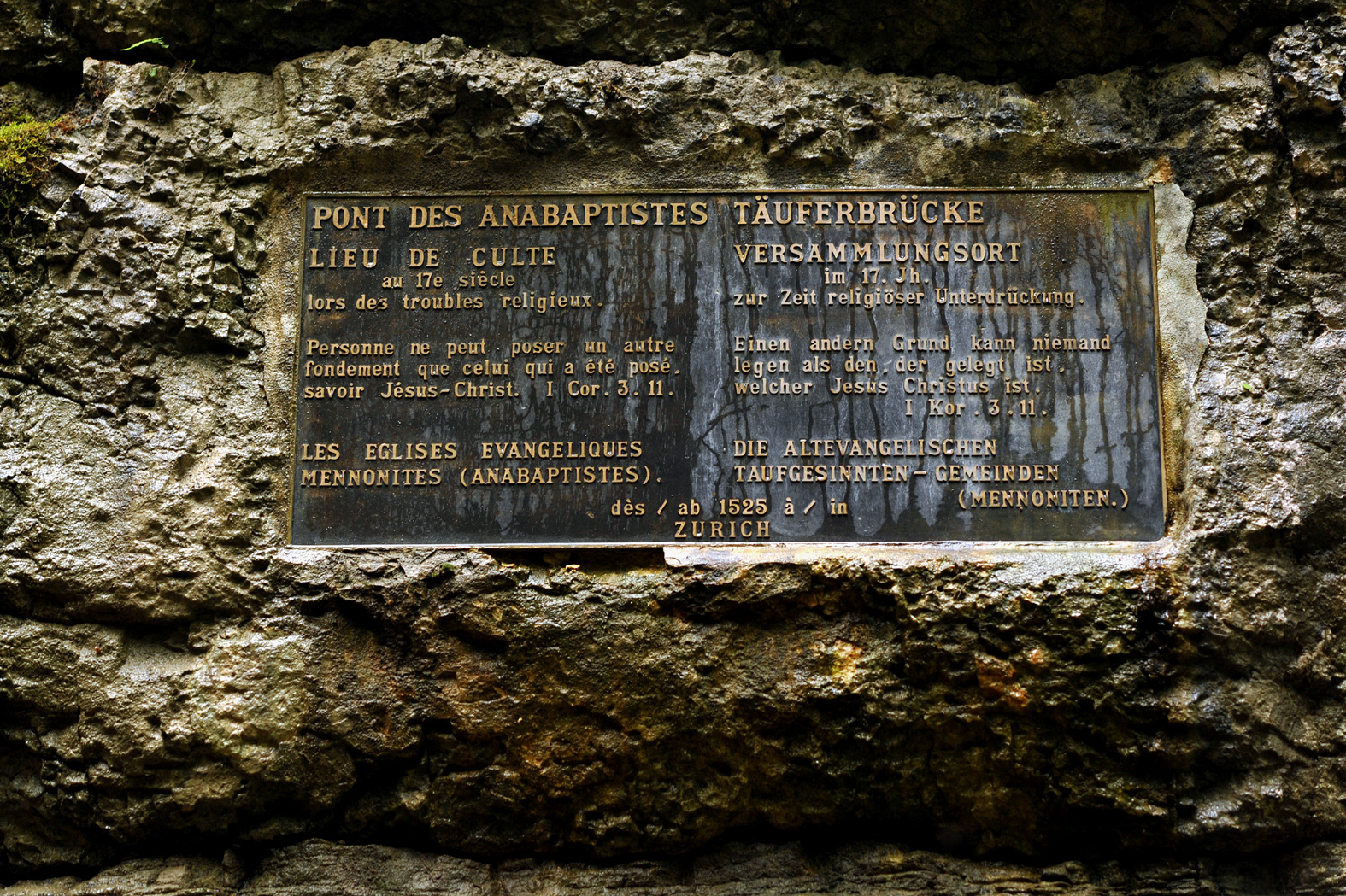
Gedenktafel an der Täuferbrücke

Der zirka 33 km lange Täuferweg ist von den Organisatoren auf zwei Etappen hin ausgelegt, wobei es für die zweite Etappe zwei Varianten gibt. Es ist mit einer Wanderzeit – je nach Variante – von insgesamt 10 bis 12 Stunden zu rechnen. Gegen Entgelt wird die Möglichkeit einer geführten Tour angeboten.
Ausgangspunkt des Täuferweges ist Sonceboz-Sombeval. Der Ort, der zu den grösseren Gemeinden des Berner Juras zählt, ist per Bahn bequem zu erreichen. In der Nähe führt auch die Autobahn A16 vorbei. Zielorte des Wanderweges sind der Chasseral (Variante 1) beziehungsweise Courtelary (Variante 2). Während der Chasseral für die Rückfahrt nur über eine Busverbindung verfügt, bietet Courtelary einen Bahnanschluss. Die Anforderungen an die Erfahrung und Kondition werden als mittel bis schwierig eingestuft. Die angegebenen Steigungsmeter betragen auf der ersten Etappe +580m/-580m und während der zweiten Etappe +1168m/-271m (Variante 1) oder +729m/-682m (Variante 2).
Der historische Weg ist für eine zweitägige Wanderung konzipiert. Route und Etappen werden – wie folgt – empfohlen:
1. Tag
Route: Sonceboz-Sombeval – Pierre Pertuis – Sonceboz-Sombeval (viereinhalb Stunden)
Sehenswürdigkeiten: Römischer Tunnel am Pierre Pertuis, Kapelle mit Täuferarchiv, alte Charrière, Haus des Dekan Morel
2. Tag
Route 1: Sonceboz-Sombeval – Creux de Glace – Chasseral (sechs Stunden)
Sehenswürdigkeiten: Täuferbrücke, Creux de Glace, Wytweiden, Chasseral
Route 2: Sonceboz-Sombeval – Creux de Glace – Courtelary (knapp fünf Stunden)
Sehenswürdigkeiten: Täuferbrücke, Creux de Glace, Wytweiden, alte Charrière
Übernachtungs- und Verpflegungsmöglichkeiten sind für die gesamte Strecke ausgewiesen.